# Phare de St Abbs Head
Pour les articles homonymes, voir Fastnet.
Le phare de St Abbs Head est un phare situé sur un promontoire rocheux dans le petit village de pêcheurs de St Abbs (Berwickshire), dans le comté des Scottish Borders au sud- est de l'Écosse. Ce phare est géré par le Northern Lighthouse Board (NLB) à Édimbourg, l'organisation de l'aide maritime des côtes de l'Écosse.
C'est maintenant un monument classé du Royaume-Uni de catégorie B.
Ce site est aussi une réserve naturelle nationale gérée par le National Trust for Scotland, la St Abbs National Nature Reserve.

## Histoire
Une station de signalisation maritime avait déjà été établie sur les falaises avant 1820 et les installations étaient partagées par Trinity House de Londres et la Maritime and Coastguard Agency. Le Northern Lighthouse Board a recommandé la construction d'un phare sur St Abb's Head après le naufrage du « Martello » sur Carr Rock en 1857. Ce phare a été conçu et réalisé par les ingénieurs écossais Thomas Stevenson et David Alan Stevenson du NLB. Le phare a été mis en service le 24 février 1862.
Il a initialement employé le pétrole pour produire l'énergie de la lumière, puis il a été converti en un système à incandescence en 1906, puis à l'électricité en 1966. Son automatisation finale a été réalisée en 1993. Avant l'automatisation, le phare avait une équipe de trois gardiens à temps plein qui s'occupait aussi des relevés météorologiques. La maison de gardiennage est placée plus haut sur la falaise, à 90 m du phare. Un escalier mène en pente rapide mène directement au phare qui est une petite construction d'un étage portant la lanterne.
Le phare est accessible par 2 km de piste goudronnée qui mène à la route principale du village de St Abbs mais il est suggéré par le National Trust of Scotland qu'elle doit seulement être utilisée par les visiteurs handicapés, le parking étant très limité. Les visiteurs peuvent accéder à pied aux bâtiments du phare qui sont en bon état mais non ouverts au public.
Une corne de brume y a été établie en 1876. Il fut le premier signal de brouillard audible en Écosse. Le son de la corne d'origine était produit par des moteurs à air chaud avant d'être remplacé par des moteurs à huile en 1911 puis par des moteurs diesel en décembre 1955. Le signal de brouillard a été interrompu en 1987, mais le petit bâtiment de la corne est toujours en place au bord de la falaise accessible par un chemin rambardé.
Localisé sur un promontoire rocheux à environ 8 km au nord d'Eyemouth, il émet, à 68 m au-dessus du niveau de la mer, un flash blanc toutes les dix secondes.

### Lien connexe
- Liste des phares en Écosse